# Magnus Erlendsson
Pour les articles homonymes, voir Erlendsson.
Magnus Erlendsson Helgi (i.e : le Saint) ou « Saint Magnus » (né vers 1075 ; mort le 16 avril 1117) est un saint catholique, qui fut comte des Orcades de 1108 à 1117.

## Origine
Magnus est le fils d'Erlend Thorfinnsson, co Jarl des Orcades de 1065 à 1098.

## Jarl des Orcades
Après que son cousin Haakon Paulsson a obtenu du roi Sigurd Ier de Norvège, en 1105, le titre de Jarl, Magnus, qui se trouvait en Écosse, vient réclamer l'héritage de son père.
Haakon doit s'incliner et Magnus reçoit à son tour le titre de Jarl, en 1108, du roi Eystein Ier de Norvège (car Sigurd Ier était alors parti à la croisade). Pendant plusieurs années, les deux cousins demeurent en bons termes et s'associent pour défendre leur patrimoine.
Toutefois, Haakon, jaloux de la popularité de Magnus et sans doute irrité par son zèle religieux, se laisse pousser par ses proches à l'affronter. Cette hostilité est accentuée par l'absence d'un an de Magnus, qui s'était rendu à la cour du roi Henri Ier d'Angleterre, et par son retour inopiné à la tête de cinq navires, alors qu'Haakon est au Caithness.
L'assemblée des notables, désireuse de réconcilier les deux Jarls, leur propose une rencontre à Egilsay, chacun ne devant se présenter qu'avec deux navires et un nombre limité d'hommes. Haakon se rend sur les lieux avec huit navires et, refusant tout compromis, fait tuer Magnus le 16 avril 1117.
Le culte de Magnus, réputé avoir prié, au moment de mourir, pour l'âme de ses exécuteurs, se développe rapidement, et, lorsque ses reliques sont transférées, le 13 décembre 1137, dans la cathédrale bâtie à Kirkwall par son neveu Rognvald Kali Kolsson, Magnus deviendra le saint patron des Orcades.